# Ferrari 330 LM
La Ferrari 330 LM (LM pour Le Mans) est une voiture sportive du constructeur automobile italien Ferrari. Elle fut produite en série et commercialisée en 1963.

## Historique
La Ferrari 330 LM succède à la légendaire Ferrari 250 GTO. C'est la dernière voiture de course de Ferrari équipée d’un moteur avant, un V12 à 60° alimenté par six carburateurs à double starter pour environ 280 km/h. Elle figure parmi les voitures les plus chères du monde et est évaluée à environ 10 millions d'euros.

### Variantes
- 330 LM (2 exemplaires)
- 330 LMB (B pour Berlinetta) à 3 exemplaires.
- 330 TR LM
- 330 TRI/LM Testa Rossa (34 exemplaires)

## Cinéma
Une Ferrari 330 LMB Fantuzzi apparaît dans le film Histoires extraordinaires, dans le sketch tourné par Federico Fellini.